# Présidence italienne du Conseil de l'Union européenne en 2003
La présidence italienne du Conseil de l'Union européenne en 2003 désigne la onzième présidence du Conseil de l'Union européenne effectuée par l’Italie depuis la création des Communautés européennes, devenues Union européenne.
Elle fait suite à la présidence grecque de 2003 et précède celle de la présidence irlandaise du Conseil de l'Union européenne à partir du 1er janvier 2004.